# Río Hidalgo
El río Hidalgo es un curso natural de agua que nace en el portezuelo del mismo nombre en las laderas occidentales de la frontera internacional de la Región de Valparaíso y fluye con dirección general suroeste hasta desembocar en el río Rocín.

## Trayecto
El río Hidalgo nace al pie del portezuelo Homónimo y se dirige hacia el sur y descansa en la laguna Ramitas y sigue su recorrido y gira hacia el oeste y desemboca en el río Rocín.

## Historia
Luis Risopatrón lo describe en su Diccionario Jeográfico de Chile (1924):: 774 
Hidalgo (Rio de). Nace en el portezuelo del mismo nombre, corre hacia el S con agua clara i apropiada para la bebida, en un cajón que presenta pasto para los animales, especialmente en su parte superior i en La Caldera i es mui abrigado contra los vientos i no escaso de leña sino mui arriba; se encorva al SW i W i se vácia en la márjen S del rio de El Rocin, en El Rincón de Antuco. 2, 34, p. 382; 119, p. 56; 127; 134; i 156 de Ilargo en 61, XV, p. 51.

## Población, economía  y ecología
En donde nace se encuentra la laguna Ramitas